# Luca Nanni
Luca Nanni (ur. 12 grudnia 1978) – sanmaryński piłkarz występujący na pozycji obrońcy, 8-krotny reprezentant San Marino.

## Kariera klubowa
W sezonie 2002/2003 występował w klubie SP Cailungo, następnie przez 2 lata grał w SS Murata.
W latach 2005–2013 był graczem SP Tre Penne, z którym wywalczył dwukrotnie mistrzostwo San Marino. W eliminacjach Ligi Mistrzów 2013/2014 jego klub wygrał 1:0 z Szirakiem Gjumri (1:3 w dwumeczu), co jest jedynym zwycięstwem sanmaryńskiego klubu w rozgrywkach o europejskie puchary.

## Kariera reprezentacyjna
30 sierpnia 1996 roku zadebiutował w reprezentacji San Marino U-21 w przegranym 0:4 meczu z Walią. Ogółem w latach 1996-1997 rozegrał w kadrze U-21 4 spotkania.
25 kwietnia 2001 roku zadebiutował w seniorskiej reprezentacji San Marino w zremisowanym 1:1 meczu przeciwko Łotwie w Rydze w ramach eliminacji Mistrzostw Świata 2002. Jest to jedyny wyjazdowy mecz San Marino bez porażki w meczach kwalifikacyjnych. Ogółem w latach 2001-2005 rozegrał on w drużynie narodowej 8 spotkań, nie zdobył żadnego gola.

## Sukcesy
SP Tre Penne
- mistrzostwo San Marino (2011/12, 2012/13)